# Studia i Dokumenty Ekumeniczne
Studia i Dokumenty Ekumeniczne – polskie czasopismo naukowe dotyczące problematyki ekumenizmu, ukazujące się od 1983, początkowo jako kwartalnik a następnie jako półrocznik. Siedzibą redakcji jest Warszawa, a redaktorem naczelnym dr hab. Jerzy Sojka.

## Charakterystyka
Pierwszym wydawcą periodyku było Chrześcijańskie Stowarzyszenie Społeczne (przekształcone później w Unię Chrześcijańsko-Społeczną). W 1992 wydawcą została Fundacja Ekumeniczna „Tolerancja” w Warszawie. Od 2019 wydawcą jest Wydawnictwo Naukowe Chrześcijańskiej Akademii Teologicznej w Warszawie.
Redakcja mieści się w Warszawie przy ul. Władysława Broniewskiego 48. Redaktorem naczelnym był prof. Karol Karski, a w 2019 stanowisko to objął dr hab. Jerzy Sojka. Prof. Karol Karski został przewodniczącym Rady Naukowej czasopisma.
Członkami Rady Naukowej periodyku w 2019 zostali: Józef Budniak, Zygfryd Glaeser, Marcin Hintz, Piotr Jaskóła, Tadeusz Kałużny, Przemysław Kantyka, Karol Karski (przewodniczący), Krzysztof Leśniewski, Jerzy (Pańkowski), Sławomir Pawłowski, Andrzej Perzyński, Borys Przedpełski, Eugeniusz Sakowicz, Tadeusz J. Zieliński.
Na łamach czasopisma publikowali m.in. Krzysztof Bednarczyk, Witold Benedyktowicz, Edward Czajko, Michał Czajkowski, Barbara Enholc-Narzyńska, Zygfryd Glaeser, Leonard Górka, Wojciech Hanc, Marcin Hintz, Wacław Hryniewicz, Grzegorz Ignatowski, Piotr Jaskóła, Ewa Jóźwiak, Karol Karski, Krzysztof Leśniewski, Zachariasz Łyko, Bogusław Milerski, Alfons Nossol, Rajmund Porada, Andrzej Seweryn, Alfons Skowronek, Jerzy Sojka, Michał Stankiewicz, Kalina Wojciechowska, Tadeusz Jacek Zieliński.
Do końca 2018 ukazały się 83 zeszyty czasopisma.
W 2019 uruchomiona została strona internetowa czasopisma www.ekumeniczne.pl, na której udostępniono wszystkie numery od początku istnienia periodyku.